# Zenodorus jucundus
Zenodorus jucundus es una especie de araña saltarina del género Zenodorus, familia Salticidae. Fue descrita científicamente por Rainbow en 1912.
Habita en Australia (Territorio del Norte).